# Мотел ужаса
Мотел ужаса (енгл. Vacancy) је амерички слешер филм из 2007. године редитеља Нимрода Антала и глуме Кејт Бекинсејл и Лук Вилсон. Објављен је 20. априла 2007. године, од стране дистрибутера Screen Gems. Раније током развоја филма, мислило се да ће Сара Џесика Паркер глумити; али, у септембру 2006. године, The Hollywood Reporter је најавио да је Кејт Бекинсејл потписана уместо ње.

## Радња
На путу кући са породичне забаве, Дејвид (Лук Вилсон) и Ејми Фокс (Кејт Бекинсејл)—који су на ивици развода након што их је породична трагедија раздвојила—погрешно скрећу на удаљеном планинском путу. Кад им се аутомобил поквари, открију да нема сигнала за мобилни телефон и одлазе до мотела преко пута гараже за поправку аутомобила где су раније стали. Када стигну, на паркингу нема аутомобила. У канцеларији чују продорне крикове који су допирали из задње собе. Појављује се менаџер мотела, Мејсон (Френк Вејли), који објашњава да звукови допиру са телевизије. Резервишу собу за ноћ.
У својој соби чују гласно, упорно лупање на врата и врата суседне собе и примају анонимне телефонске позиве. Дејвид каже Мејсону о ситуацији, али Мејсон каже Дејвиду да је то немогуће јер су му они једини гости у мотелу. Дејвид се буни говорећи да је у мотелу још неко и Мејсон каже да ће се он побринути за то. Враћајући се у собу, Дејвид тражи нешто да ради и гледа неке видео касете које су остале на телевизору њихове собе. У почетку изгледају као хорор филмови—али онда Дејвид схвата да су то снаф филмови снимљени у њиховој соби. Претражује собу, проналази скривене сигурносне камере и закључује да их Мејсон посматра.
У купатилу су запањени проналаском Ејмине јабуке која је остала у аутомобилу. Беже из собе и крећу према шуми, али суочени су са два мушкарца обучена у плаво и са маскама, па се враћају у собу и закључавају врата. Дејвид трчи до говорнице мотела и бира број 911, али Мејсон се јавља. Дејвид је побегао из телефонске говорнице непосредно пре него што су мушкарци забили свој аутомобил у њу и протерали га назад у собу. 
У соби Дејвид и Ејми чују како се камион зауставља на паркингу. Са прозора привлаче пажњу возача (Марк Касела), али Мејсон и људи у маскама појављују се иза њега и схватају да је ту да купи снаф филмове. Дејвид и Ејми откривају поклопац у купатилу који води до тунела који су мушкарци користили како би оставили јабуку. Прате га до управникове канцеларије, где проналазе видео-мониторе који снимају цео мотел. Ејми зове полицију, али је Мејсон прекида пре него што диспечеру пружи било какве корисне информације. 
Пратећи двојицу маскираних мушкараца, они се ушуњају назад у тунел и крећу другим путем, завршавајући у ауто гаражи преко пута мотела. Излазе из тунела и стављају тешке предмете на поклопац. У међувремену се појављује заменик шерифа (Дејвид Доти) који одговара на Ејмиин позив. Мејсон се нуди да покаже околину полицајцу и одлази по кључеве док полицајац наставља да претражује. Полицајац проналази траке у једној од соба и схватајући природу хотела, бежи. Дејвид и Ејми трче до њега и сви улазе у полицијски аутомобил. Открили су да је жица мотора пресечена; и, када полицајац изађе да провери испод хаубе, маскирани људи га убијају. Дејвид и Ејми беже у једну од осталих мотелских соба. 
Дејвид сакрива Ејми унутар плафона. Отвара врата собе, планирајући да набави револвер који је видео у Мејсоновој канцеларији, али убице га изненаде и убоду ножем. Сруши се, док Ејми посматра одозго. Ујутро, Ејми силази и проналази ауто убица. Док се одвози, убица упада у аутомобил са сунчаног крова и, у покушају да га одбије током вожње, забија аутомобил у мотел, убијајући свог нападача и једног од осталих маскираних мушкараца, за ког је откривено да је службеник бензинске пумпе (Итан Ембри) који је раније „помогао” пару. Ејми трчи у предворје мотела, где проналази револвер. 
Мејсон улази, избацује револвер из Ејминих руку и покушава да је задави каблом из телефона канцеларије, док истовремено снима борбу својом ручном видео-камером. Док се боре, Мејсон баца Ејми на дохват руке од револвера. Она га ухвати и пуца у Мејсона три пута, убивши га. Ејми трчи до Дејвида како би утврдила да је још увек жив, али да му је озбиљно потребна помоћ. Она претражује Мејсонов леш у потрази за телефонским каблом који је користио, поново зове 911 и враћа се да утеши Дејвида док чекају да полиција стигне. 

## Улоге
| Глумац         | Улога       |
| -------------- | ----------- |
| Лук Вилсон     | Дејвид Фокс |
| Кејт Бекинсејл | Ејми Фокс   |
| Френк Вејли    | Мејсон      |
| Итан Ембри     | механичар   |
| Скот Андерсон  | убица       |

## Преднаставак
Филм Мотел ужаса 2: Први рез је објављен 2008. године. Написан од стране Марка Л. Смита и режиран од стране Ерика Броса, филм служи као преднаставак и фокусира се на то како су запослени у мотелу започели своја мучења. Главне улоге играју Агнес Брукнер и Тревор Рајт.